# Indukcija (logika)
Indúkcija je v logiki metoda za sklepanje iz delnega k celotnemu oziroma iz individualnega k univerzalnemu, torej na osnovi opazovanja išče vzorce in jih povezuje v teorije. Njeno nasprotje je dedukcija, ki na osnovi neke vnaprej določene teorije izvaja opazovanja z namenom, da bi jo dokazala (ali ovrgla).